# 黑魔女：沉睡魔咒
，是2014年5月30日于美国上映的一部由华特迪士尼影业制作发行的3D真人魔幻电影。它以1959年上映的动画电影《睡美人》（Sleeping Beauty）中的大反派梅尔菲森特命名，以梅尔菲森特的视角重新讲述了睡美人这个经典童话故事。为《阿凡达》和《爱丽丝梦游仙境》两片的艺术指导羅伯特·史東博格的导演处女作，编剧由参加编写过《狮子王》、《美女与野兽》、《爱丽丝梦游奇境》的琳达·沃尔夫顿主笔。
该片由好莱坞知名演員安吉丽娜·茱莉主演，其造型忠实于原创动画的造型，与睡美人奥萝拉公主对峙作为主线展开。童星出身的艾丽·范宁在片中饰演奥萝拉公主，安吉丽娜·茱莉的小女儿薇薇安·玛丝琳饰演片中年幼的奥萝拉公主。主题歌继续沿用《悠长美梦》（Once Upon A Dream），由美国独立音乐歌手──拉娜·德尔·蕾伊演唱。
續集《黑魔女2》於2019年10月18日在美國上映。

## 劇情
瑪列菲森是精靈王國的統治者，她擁有魔力和巨大的雙翼，小時候認識一名人類男孩史蒂芬，兩人的關係慢慢從友情轉化為愛情，但久而久之，史蒂芬竟為了個人權力和慾望而選擇背叛她。臨近的人類王國的主宰者亨利國王率兵攻打精靈王國，意圖併吞精靈王國豐饒的土地，卻遭到瑪列菲森及精靈王國的守衛們抵抗而身受重傷，憤怒的他在病床上對屬下表示，誰能殺死瑪列菲森為其報仇，就能成為這王國的繼承人。史蒂芬聽了國王的宣言後，再次來到久違的精靈王國，並在給瑪列菲森的飲料中下藥，儘管他沒有對熟睡的瑪列菲森痛下殺手，卻用鐵鏈殘忍取下她的翅膀。史蒂芬將翅膀拿回去獻給亨利國王，亨利國王相信史蒂芬完成了任務，史蒂芬在亨利死後繼承王位，並娶亨利之女為妻。後來兩人產下一女，即為奧蘿拉公主。
另一方面，受到打擊的瑪列菲森心裡充滿了悲傷與痛苦，再也不願相信愛情。她救了一隻烏鴉迪亞佛，並將牠變成人類，迪亞佛答應為瑪列菲森效命以報救命之恩。瑪列菲森在得知史蒂芬成為國王並與王后產下一女——奧蘿拉公主後，決心向史蒂芬報仇。在奧蘿拉公主的滿月晚宴上，瑪列菲森對奧蘿拉公主施下魔咒——在奧蘿拉十六歲生日那天，她將遭紡紗機刺傷並陷入如死亡般的沉睡，除非得到真愛之吻，不然世界上沒有任何力量可以喚醒她。之後，史蒂芬下令銷毀國內所有的紡紗機，並秘密地將奧蘿拉公主交予三位仙子撫養，交代她們在公主滿16歲又1天後才能帶公主回到王國，希望能使公主避免於魔咒的傷害。三位仙子帶著奧蘿拉到遠離王國的森林居住，在奧蘿拉成長的過程中，瑪列菲森在無意中一直照看著奧蘿拉，偷偷的保護她，避免她受傷害。奧蘿拉漸漸長大，發現了梅菲瑟，並主動接近她，視梅菲瑟為神仙教母，兩人互相關愛照顧着對方，尤如母女。雙方的感情隨着歲月的流逝與日俱增，在奧蘿拉將滿16歲之時，瑪列菲森還同意讓奧蘿拉留下一起生活。不久，瑪列菲森發現自己已經深愛著奧蘿拉，十分後悔當年對奧蘿拉所施的魔咒，但無論她怎樣做，都無法解除自己的魔咒。不過幸運的是奧蘿拉公主剛好遇到一位名叫菲利普的年青男子，瑪列菲森和迪亞佛堅信他是能解除魔咒之人。
在奧蘿拉滿16歲的前一天，奧蘿拉告知仙子們自己以後要和瑪列菲森共同生活在精靈王國裡，仙子們情急之下脫口告訴奧蘿拉她的親生父母尚在人世，且她是一位一國公主，被迫與父母分開是因為出生時被詛咒，詛咒她的人正是梅菲瑟，奧蘿拉不可置信的前去向梅菲瑟求證，得到讓人心碎的回答後轉身離開前往城堡會見自己的父親，但奧蘿拉已年滿16歲，瑪列菲森的詛咒開始生效，奧蘿拉受魔咒引導發現了國王下令銷毀的紡紗機，並被紡錘所傷，奧蘿拉真如魔咒所言，陷入如死亡般的沉睡。瑪列菲森和迪亞佛為救醒奧蘿拉，帶著菲利普趕赴城堡。然而菲利普的吻並未起效，瑪列菲森的親情之吻才終於讓奧蘿拉甦醒。後來瑪列菲森受到史蒂芬及王國的士兵的圍攻，並被鐵鏈網困住，迪亞佛被瑪列菲森變為火龍也無法抵抗王國的士兵。此時奧蘿拉找到並釋放了被國王所禁錮的瑪列菲森雙翼，雙翼馬上回到了主人瑪列菲森的背上。有了雙翼的瑪列菲森迅速打敗了所有敵人，史蒂芬最後也在打鬥中墜落城堡身亡。
史蒂芬死後，精靈與人類終於得以和平相處。瑪列菲森撤離了阻隔精靈王國與人類王國之間的荊棘森林，使兩個國家合併。奧蘿拉也在瑪列菲森、迪亞佛和菲利普等人的見證之下，被加冕為精靈王國的女王。

## 演員

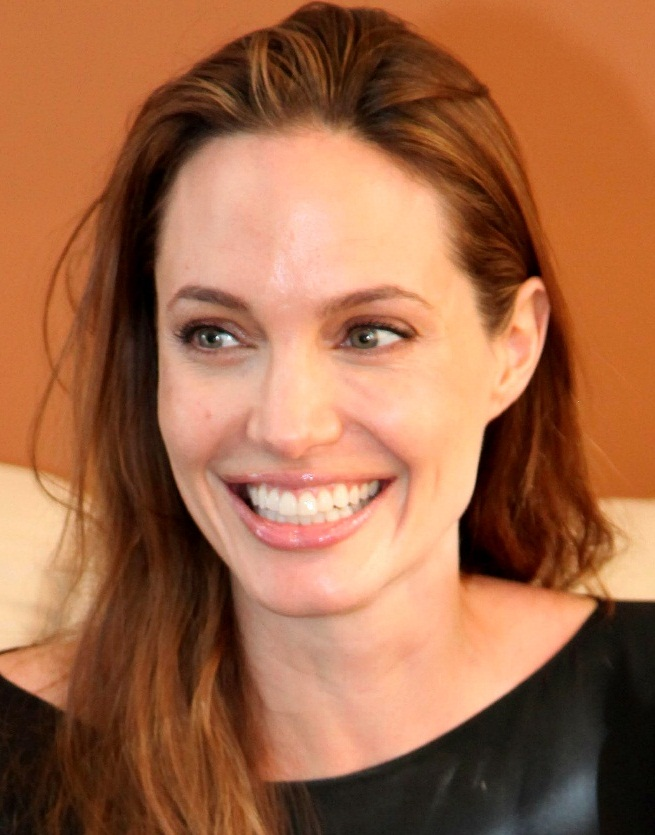
安吉丽娜·茱莉

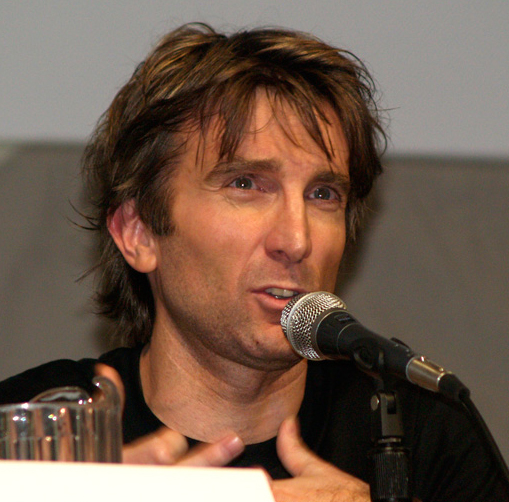
沙尔托·科普雷

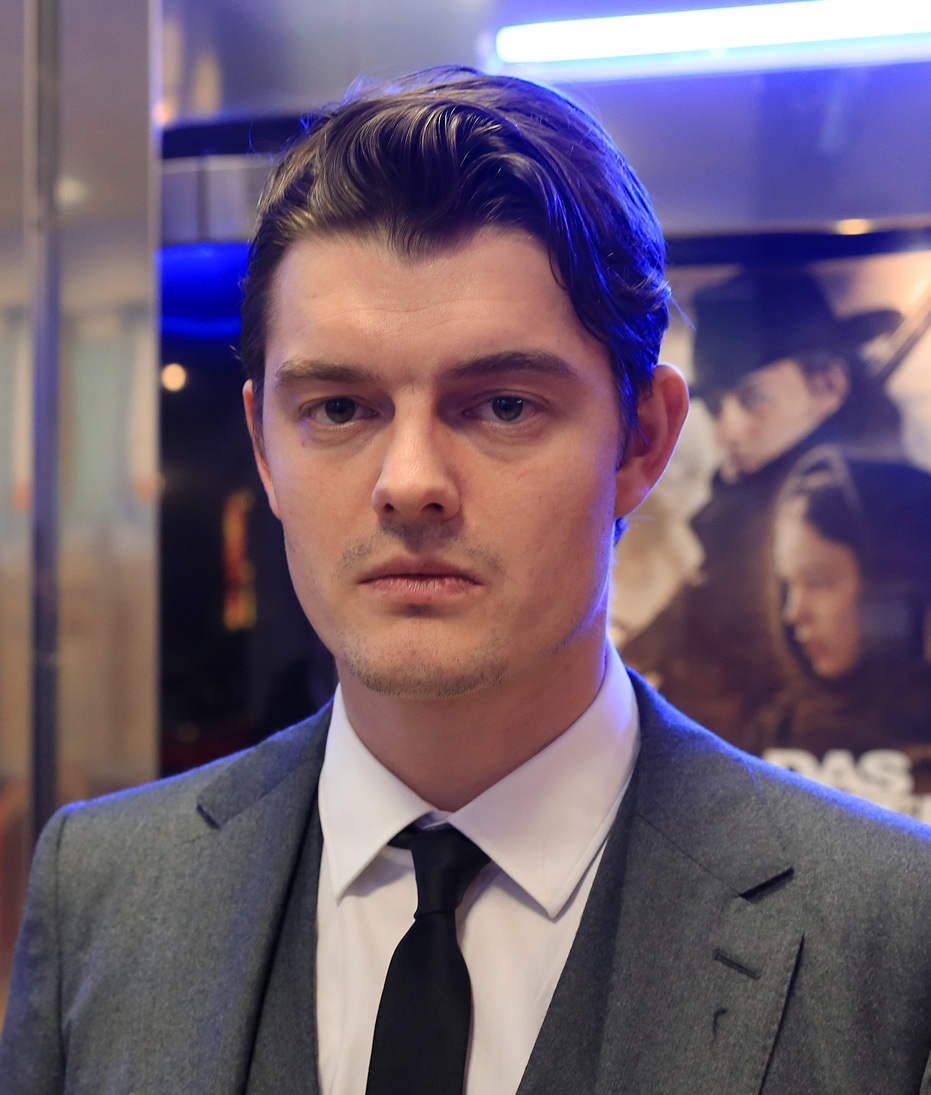
山姆·萊利

| 演員                           | 角色                     | 介紹                                     |
| 安吉丽娜·茱莉                  | 梅菲瑟                   | 魔境之主，為仙女之身，會被鐵質物件燒傷   |
| 伊索貝爾·莫洛伊                | 年幼時的梅菲瑟           |                                          |
| Isobelle Molloy                | 青少年时的梅菲瑟         |                                          |
| 艾兒·芬妮                      | 奥萝拉公主               | 史提芬国王的女儿                         |
| Vivienne Jolie-Pitt            | 幼时的奥萝拉公主         |                                          |
| 愛蓮娜·沃辛頓·考克斯           | 少时的 奥萝拉公主        |                                          |
| 沙尔托·科普雷                  | 史提芬国王               |                                          |
| 迈克尔·希金斯 Michael Higgins  | 年轻时的史提芬           |                                          |
| 山姆·萊利                      | 乌鸦迪瓦華               | 后来被梅菲瑟变化成一名男性并成为她的僕從 |
| 伊美黛·史道頓                  | Knotgrass諾嘉絲          | 抚养奥萝拉公主的紅葉仙子                 |
| 茱諾·坦普                      | Thistlewit菲素蕙         | 抚养奥萝拉公主的綠蕨仙子                 |
| 蕾絲莉·蔓薇爾                  | Flittle費莉桃            | 抚养奥萝拉公主的藍梅仙子                 |
| 布兰顿·思怀兹 Brenton Thwaites | Prince Phillip菲利普王子 | 与奥萝拉公主相爱的年輕人                 |
| 肯尼思·克蘭哈姆                | King Henry亨利国王       | 受伤去世前将王位传予史提芬               |
| 漢娜·紐                        | Queen Leah麗亞王后       | 亨利国王之女，史提芬之妻，奥萝拉公主之母 |

## 制作
影片投资1.8亿美元，2012年6月18日在伦敦开拍。七次奥斯卡最佳化妆奖得主里克·贝克担任化妆与发型设计工作。2012年10月5日进入后期制作阶段。之所以让裘莉的小女儿 Vivienne 饰演年幼的爱洛，是因为其他三四岁的小孩都被裘莉头上的角和尖尖的指甲吓坏了。

## 评价
烂番茄新鲜度53%，平均得分5.73；Metacritic上44家媒体综评56分，获得混合口碑。《旧金山纪事报》给75分：影片展现出令人着迷的魅力，带给我们一个奇怪而美丽的世界。《坦帕湾时报》给67分：影片的目的性太散，导致90多分钟的片长没法完全覆盖，有太多剧情没能展开。《芝加哥论坛报》给63分：这完全是安吉丽娜·朱莉的个人秀，她从头至尾的表演一点也不显得机械生硬和沉闷乏味。《今日美国》给50分：影片没能达到人们的期望，主因是不平衡的风格和黑暗阴郁的角色刻画。
《广州日报》认为：“《沉睡魔咒》在把童话搬上银幕时依然遇到了老问题，就是简单的故事无法撑起一部电影的气势。缺乏起承转合的剧情，缺乏丰富的层次感的角色，都让电影看起来显得平庸。”

## 票房
北美方面，首週末收获6943万美元，力压上週的《X戰警：未來昔日》列榜首；次週末收3350万居亚军；第三週末收1900万居第三；第四週末收1301万列第五，北美总共累计2.41亿，位列北美年度票房第六位。
中国大陆方面，首週三天收1.4亿人民币，次于《哥斯拉》居亚军；次週收1.04亿位居第三。
香港方面，次週收1214万港币列第一，第三週以810万蝉联冠军，第四週以643万实现三连冠。
台灣方面，首週三天票房為新台幣5850萬元；次週票房累計至新台幣1.17億元；第三週票房累計至新台幣1.61億元；第四週票房累計至新台幣1.86億元；第五週票房累計至新台幣2.03億元；第六週票房累計至新台幣2.13億元。
| 上一届： 《X戰警：未來昔日》 | 2014年美國週末票房冠軍 第22周                      | 下一届： 《星运里的错》          |
| 上一届： 《X戰警：未來昔日》 | 2014年香港一週票房冠軍 第22-24週（6月2日—6月22日） | 下一届： 《變形金剛4：絕跡重生》 |
| 上一届： 《明日邊界》        | 2014年台北週末票房冠軍 第25周                      | 下一届： 《變形金剛4：絕跡重生》 |

## 獎項
| 年份 | 頒獎典禮           | 獎項         | 名字                      | 結果 |
| ---- | ------------------ | ------------ | ------------------------- | ---- |
| 2015 | 第87屆奥斯卡金像奖 | 最佳服装设计 |                           | 提名 |
| 2014 | 第18屆好莱坞电影奖 | 年度艺术指导 | Dylan Cole / Gary Freeman | 獲獎 |